# Деккер, Корнелис
Корнелис Деккер (нидерл. Cornelis "Cees" Dekker; род. 7 апреля 1959, Харен (Гронинген), Нидерланды) — нидерландский учёный-физик, master of nanotubes, член Нидерландской королевской академии наук (2003). Труды в основном посвящены нанотехнологии, нанобиологии и молекулярной биофизике.
Награды и отличия
- Премия «Еврофизика» (2001)
- Приз Юлиуса Шпрингера по прикладной физике (2002)
- Премия Спинозы (2003)
- Эрстедовские лекции (2005)
- ERC Advanced Grant (2015)
- Prijs Akademiehoogleraren[нидерл.] (2015)[2]
- NANOSMAT Prize (2017)
- Clarivate Citation Laureate (2017)